# Karl Wilhelm Reinmuth
Karl Wilhelm Reinmuth (Heidelberg, 4 avril 1892 – Heidelberg, 6 mai 1979) est un astronome allemand.
Il a découvert de nombreux astéroïdes (presque 400), dont le premier est (796) Sarita en 1914, en travaillant à l’observatoire du Königstuhl à Heidelberg, en Allemagne de 1912 à 1957.

## Découvertes
Parmi ses découvertes les plus remarquables, on peut citer (1862) Apollon (qui a donné son nom au groupe des astéroïdes Apollon) et (69230) Hermès. Il a aussi découvert :
- les astéroïdes troyens (911) Agamemnon, (1143) Odyssée, (1172) Énée, (1173) Anchise, (1208) Troïle, (1404) Ajax, (1437) Diomède et (1749) Télamon.
- (5535) Annefrank qui a été visité plus tard par la sonde Stardust.
- deux comètes périodiques, 30P/Reinmuth et 44P/Reinmuth.
- l’astéroïde (1111) Reinmuthia qui porte son nom.
- cratère Numerov de la face cachée de la Lune.

## Autres contributions
En 1953, il a publié un catalogue de 6 500 astéroïdes avec leur position.
Les premières lettres des planètes mineures 1227 à 1234 (GSTRACKE), toutes découvertes par Reinmuth, forment le nom de Gustav Stracke, un astronome et calculateur d’orbite allemand, qui avait demandé qu’on ne donnât pas son nom à une planète. Ainsi, Reinmuth lui rendit hommage, tout en respectant sa volonté.
- (1227) Geranium
- (1228) Scabiosa
- (1229) Tilia
- (1230) Riceia
- (1231) Auricula
- (1232) Cortusa
- (1233) Kobresia
- (1234) Elyna